# Южнотирольский вариант немецкого языка

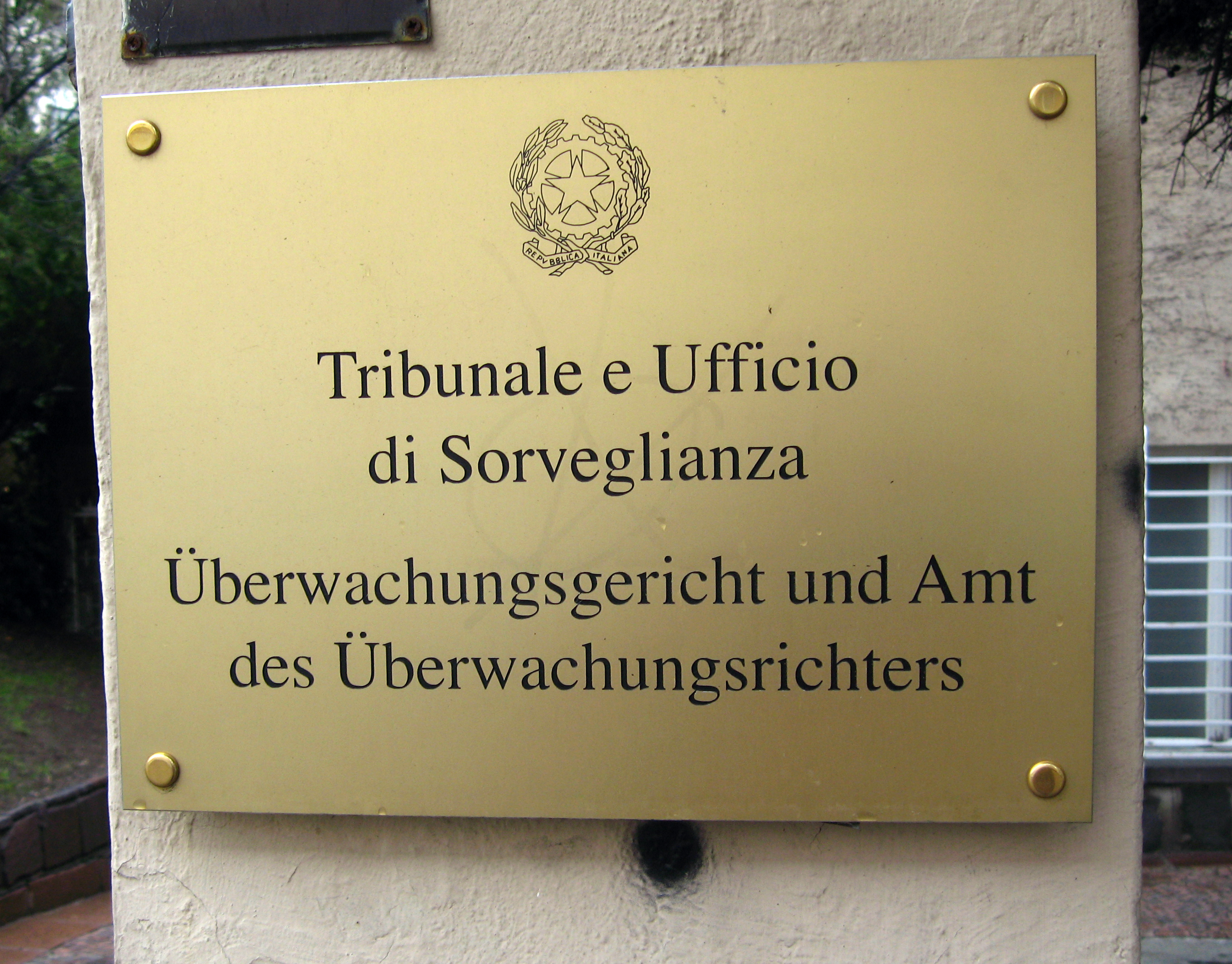
Двуязычная вывеска в Южном Тироле

Южнотирольский вариант немецкого языка (нем. Südtiroler Deutsch) — вариант немецкого языка, распространённый в итальянском Южном Тироле. Принадлежит к южнобаварским диалектам.
Южнотирольский вариант формировался в результате языковых контактов местных немецких диалектов с итальянским языком. К концу XX века большая часть носителей варианта проживала в деревнях и небольших городках, по-прежнему многочисленные группы носителей проживают в городе Боцен.

## Характеристика
Местные слова и выражения называют южнотиролизмами (нем. Südtirolismen). Большая часть правовой лексики — кальки или заимствования из итальянского. Так, вместо Personalausweis используется слово Identitätskarte (итал. carta d'identità), вместо Schulleiter — Schulführungskraft (итал. dirigente scolastico) и т. д. Значительные расхождения обнаруживаются в правовой лексике, а также в образовании названий местных органов и организаций: вместо Strafvollstreckungskammer — Überwachungsgericht (итал. Tribunali di sorveglianza). Нередки семантические сдвиги под влиянием итальянского: выражение didaktische Tätigkeit(en) (итал. attività didattiche) используется вместо стандартного немецкого слова Unterricht, при том что в стандартном немецком понятия Didaktik и Unterricht не могут восприниматься даже как синонимы.
Для синтаксиса южнотирольского варианта характерно частое употребление генетива в тех случаях, когда в стандартном немецком его принято избегать. Например: die Vergabe der Stellen der Zweitsprachlehrer der Grundschule вместо die Stellenvergabe für Zweitsprachenlehrer (= Deutschlehrer an italienischsprachigen Schulen) an Grundschulen.